# René Acht
Pour les articles homonymes, voir Acht.
René Acht, né à Bâle (Suisse) le 24 mars 1920 et mort à Herbolzheim (Allemagne) le 3 mai 1998, est un artiste peintre et graphiste suisse.

## Biographie
René Charles Acht est né le 24 mars 1920 à Bâle. Étudiant à l'école des beaux-arts de Bâle, sa peinture s'oriente vers l'abstraction après 1948. Il a été sélectionné pour la manifestation artistique documenta 2 à Cassel en 1959.
René Acht est mort le 3 mai 1998 à Herbolzheim.